# How to Handle Women
How to Handle Women è un film muto del 1928 diretto da William James Craft.

## Trama
Len Higgins assiste il principe Hendryx di Volgoria nella richiesta di un prestito negli Stati Uniti. Hendryx offre come garanzia l'unica ricchezza del paese, la sua produzione di arachidi. Higgins, amante delle noccioline, convince il principe a scambiarsi con lui: l'uomo è un pittore di réclame e, fingendosi Hendryx, usa l'arte di venditore e i cartoni animati per piazzare il raccolto di arachidi, ottenendo il prestito. Higgins si guadagna così la riconoscenza del principe e l'amore della giornalista Beatrice Fairbanks.

## Produzione
Il film fu prodotto dall'Universal Pictures.

## Distribuzione
Il film venne registrato due volte per il copyright: la prima il 14 maggio 1928 con il titolo Fresh Every Hour, quindi una seconda volta il 12 giugno con il titolo How to Handle Women.
Distribuito dall'Universal Pictures e presentato da Carl Laemmle, il film uscì nelle sale cinematografiche USA il 14 ottobre 1928 dopo essere stato presentato in prima a New York il 17 giugno. Sempre nel 1928, il 7 dicembre, il film uscì in Francia con il titolo Le Prince des cacahuètes. L'European Motion Picture Company lo distribuì nel Regno Unito il 21 gennaio 1929 ribattezzato The Prince of Knuts.